# Hanjin Shipping
Hanjin Shipping Co., Ltd. (кор.: хангиль: 한진해운, НЛ: Hanjin Shipping) — була південнокорейською, інтегрованою, логістичною та контейнерною компанією. До ліквідації Hanjin Shipping була найбільшою компанією в Південної Кореї та однією з десяти провідних контейнерних перевізників у світі за ємністю. 

## Огляд
Раніше судноплавство Hanjin забезпечувало близько 60 лайнерів і трамперних служб по всьому світу, перевозячи понад 100 мільйонів тонн вантажів на рік. Його флот складався з безлічі контейнеровозів, танкрів і СПГ. Hanjin Shipping мала власні дочірні компанії, що займаються морськими перевезеннями та експлуатацією терміналів, і мала декілька філій у різних країнах.

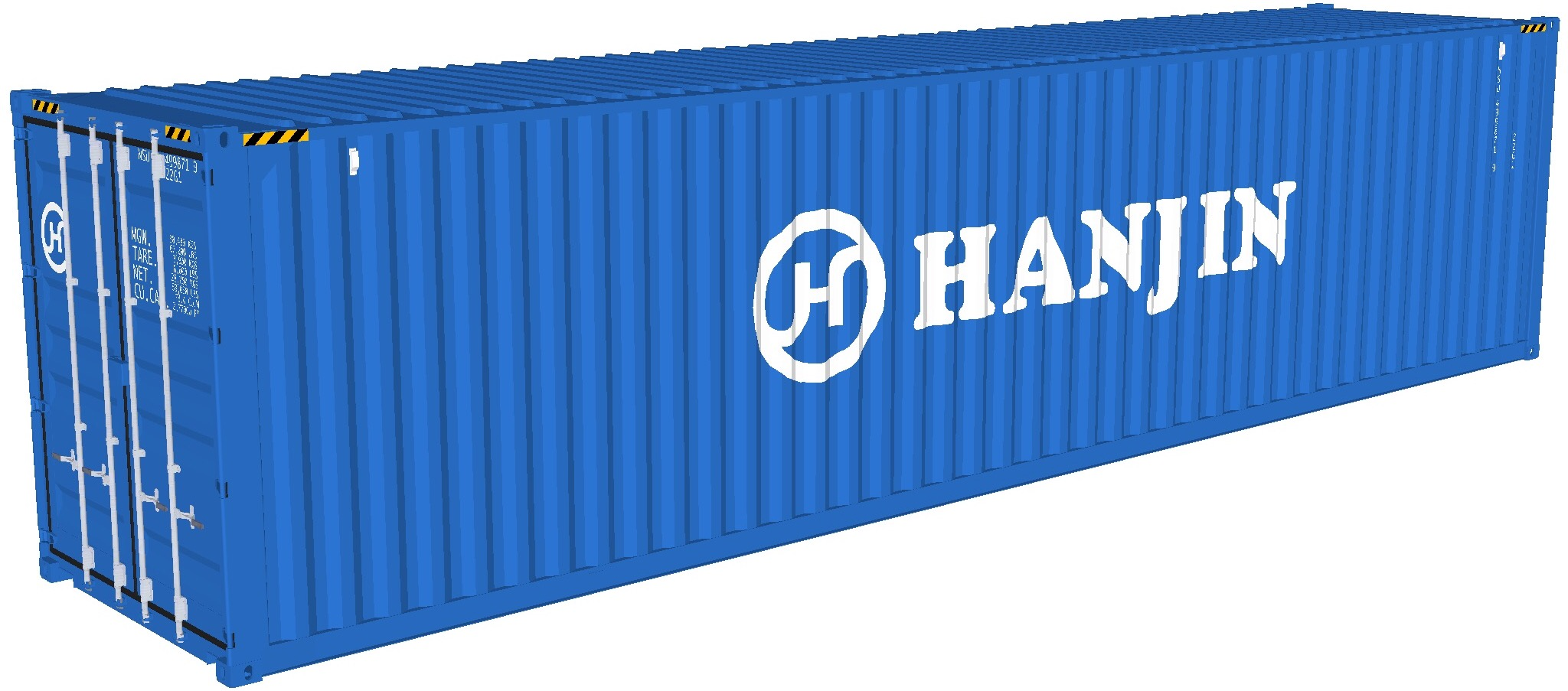
Контейнер Hanjin

17 лютого 2017 року південнокорейські суди оголосили Hanjin Shipping Co. банкрутом.

## Банкрутство

### Неплатоспроможність
Неплатоспроможність Hanjin Shipping була частково викликана надмірною потужністю в індустрії контейнерних суден.

### Ліквідація
У квітні 2016 року Hanjin звернулася до своїх кредиторів з проханням про реструктуризацію боргу, щоб уникнути офіційного провадження у справі про банкрутство. 31 серпня 2016 року Hanjin подала заяву про притягнення до Центрального районного суду Сеула та попросила суд заморозити його активи після того, як напередодні втратив підтримку з боку своїх банків. Після того, як було оприлюднено притягнення Хандзіна, кредитори конфіскували активи, і судна Hanjin зіткнулися з проблемами доступу до портів по всьому світу, оскільки постачальники послуг не були поінформовані, чи і як їм будуть платити за завантаження та розвантаження суден Hanjin.
2 вересня 2016 року Hanjin Shipping Co. подала документи до суду США з питань банкрутства в Ньюарку, Нью-Джерсі, які дозволять своїм судам причалюватися без конфіскації його суден, вантажу чи обладнання кредиторами.
Невдовзі після його розгляду експерти передбачили, що Hanjin Shipping, ймовірно, буде ліквідовано. Протягом наступних місяців Hanjin Shipping оголосила, що закриє офіси по всьому світу, звільняє працівників, продасть залишки активів і припинить більшість послуг.
17 лютого 2017 року південнокорейські суди оголосили Hanjin Shipping Co. банкрутом, за рішенням суду про ліквідацію.

### Наслідки та спадщина

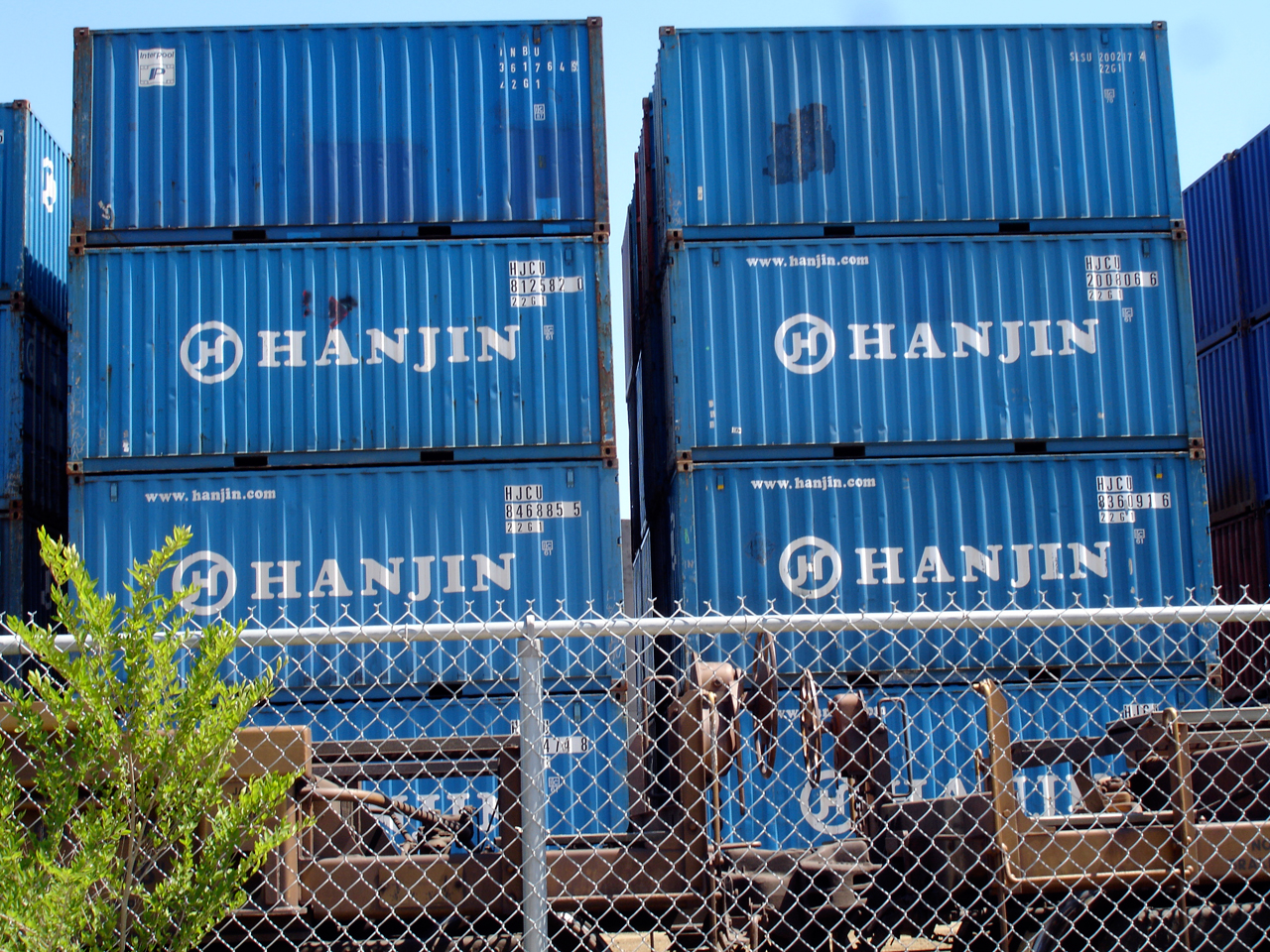
20 футові контейнери Hanjin

Hanjin Shipping було найбільшим банкрутством в індустрії контейнерних перевезень, воно спричинило перебої в усьому світі поставок і перевезень, оскільки вантажні судна застрягли в портах і каналах в очікуванні готівкових платежів. Банкрутство Hanjin створило величезний ефект хвилі. Інші підприємства, які покладаються на фізичні продукти, опинилися без очікуваного доходу від запасів, які застрягли в морі. Контейнери інших компаній-контейнеровозів також виявилися на блоковані на судах Hanjin. Hanjin збанкрутував в особливо незручний час для роздрібних продавців, які постачали свої запаси імпортними товарами, готуючись до сезонного зростання в День подяки, Різдво, Чорну п’ятницю та новорічні розпродажі. Хоча постраждали великі компанії, такі як Nike, наслідки для менших компаній були більш помітними.
У лютому 2017 року SM Line, нова судноплавна компанія, створена Samra Midas (SM) Group, придбала п’ять суден, які раніше належали Hanjin. У березні SM Line придбала два термінали Hanjin Shipping в Кореї, у містах Кванян та Інчхон.
У серпні 2017 року південнокорейський арбітражний керуючий, який був призначений керувати  ліквідацією Hanjin Shipping, повідомив, що він отримав лише 220 мільйонів доларів США від продажу активів Hanjin. Ця сума становить лише 2% від 10,5 мільярдів доларів США загального боргу Hanjin перед своїми кредиторами.

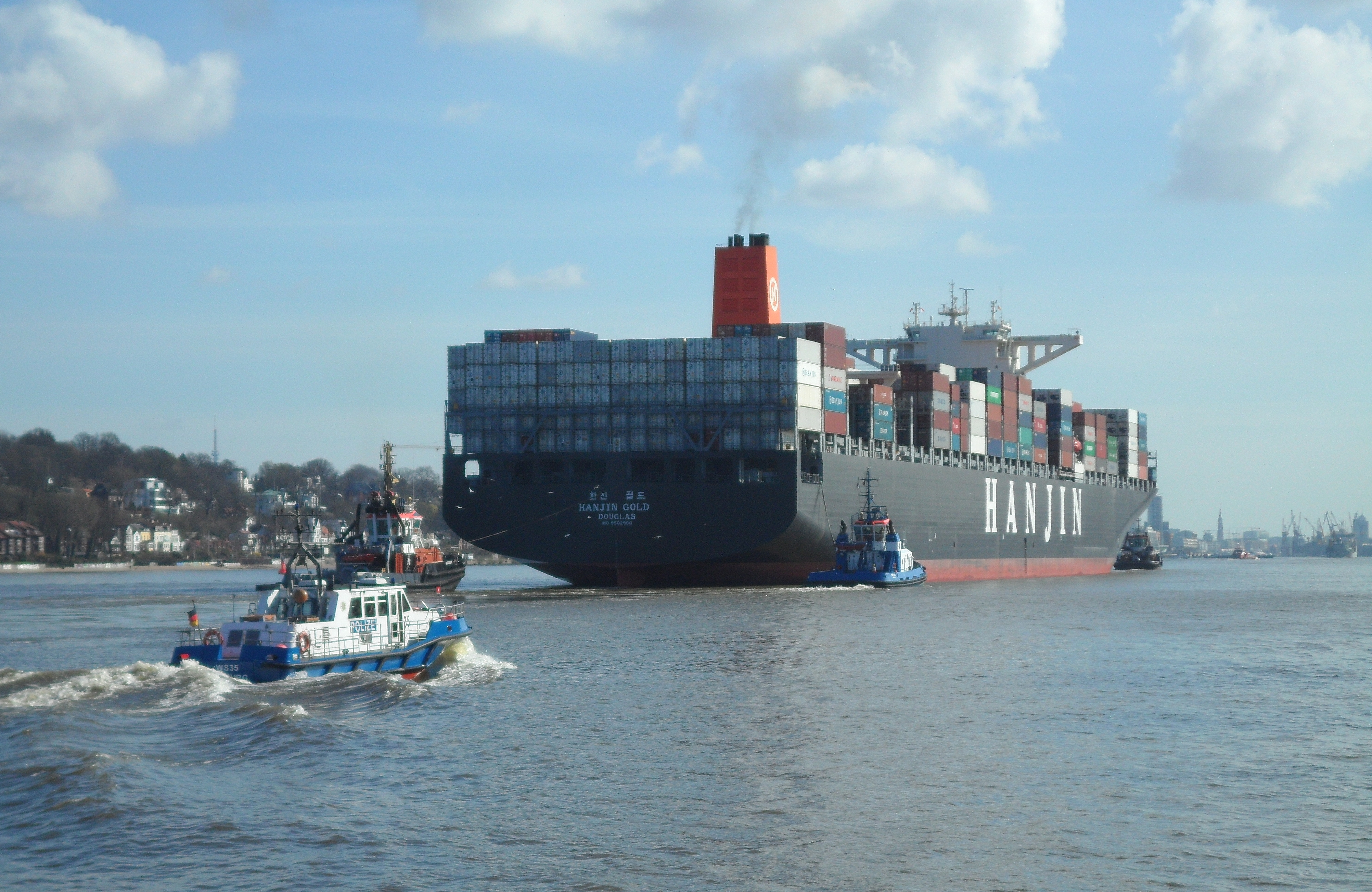
Контейнеровоз Hanjin Gold буксирують до порту призначення Гамбург

## Послуги
Контейнери – перевезено приблизно 3,7 мільйона TEU контейнерів на рік. Ця служба складалася з 24 контейнеровозів, що дозволяло цій службі виробляти таку продукцію на рік. Нещодавно, у 2010 році, південнокорейська судноплавна компанія була першою, хто представив судно-перевізник класу 10 000 TEU, який подорожував між Азією та Європою.
Танкери — цей підрозділ судноплавної компанії доставляв різноманітні ресурси та сировину через «контракт фрахтування» з іншими компаніями. Суднами дивізії були судна LNG і VLCC, які перевозили сиру нафту та хімікати.
Термінали – термінали доставки для цієї компанії були поширені на міжнародному рівні. Ця компанія володіла чотирнадцятьма доками: чотири в Кореї, дві в Сполучених Штатах Америки, дві в Японії, решта в Іспанії, Тайвані, В'єтнамі та Бельгії.

## Флот
| Клас корабля | Побудований | Ємність (TEU) | Кораблів в класі |
| ------------ | ----------- | ------------- | ---------------- |
| Sooho-class  | 2012–2013   | 13,102        | 9                |

## Див.також
- Список найбільших компаній контейнерних перевезень
- Hyundai Glovis
- Hyundai Merchant Marine